# Der Schatz
Der Schatz is een Duitse dramafilm uit 1923 onder regie van Georg Wilhelm Pabst.

## Verhaal
Volgens een oude legende ligt er sedert de Turkse invasie een schat verborgen in een klokkenmakerij in de buurt van Marburg. Niemand hecht waarde aan dat verhaal. Alleen een klokkenmaker is ervan overtuigd dat het verhaal waar is. Een jonge arbeider, die verliefd is op de dochter van de klokkenmaker, gaat op zoek naar de schat.

## Rolverdeling
| Acteur            | Personage        |
| ----------------- | ---------------- |
| Albert Steinrück  | Svetocar Badalic |
| Ilka Grüning      | Anna             |
| Lucie Mannheim    | Beate            |
| Werner Krauß      | Svetelenz        |
| Hans Brausewetter | Arno             |